# Geoffroea
Genre
Synonymes
- Gourliea Gillies ex Hook. & Arn[2].

Geissaspis est un genre de plantes à fleurs dicotylédones de la famille des Fabaceae, sous-famille des Faboideae, originaire d'Amérique du Sud, qui comprend quatre espèces acceptées.

## Liste d'espèces
Selon The Plant List (12 octobre 2018) :
- Geoffroea decorticans (Hook. & Arn.) Burkart
- Geoffroea horsfieldii (Lesch.) Oken
- Geoffroea spinosa Jacq.
- Geoffroea violacea (Aubl.) Pers.